# Piper celebicum
Piper celebicum är en pepparväxtart som beskrevs av Carl Ludwig von Blume. Piper celebicum ingår i släktet Piper och familjen pepparväxter. Inga underarter finns listade i Catalogue of Life.